# Alejandro Bustillo

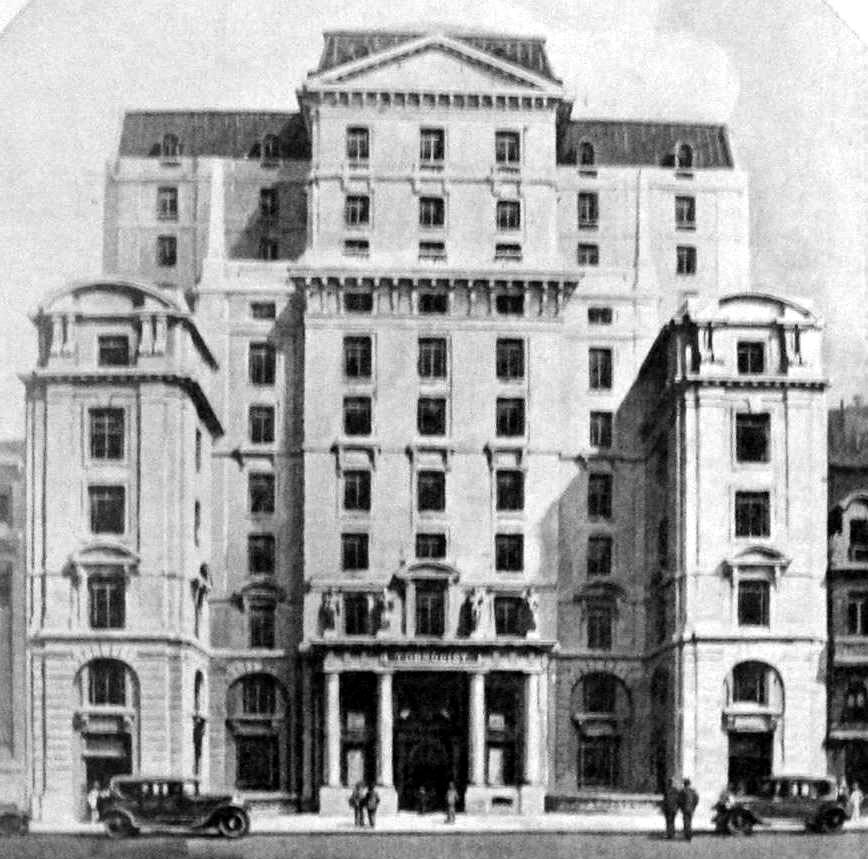
Edificio Tornquist, Microcentro, 1927.

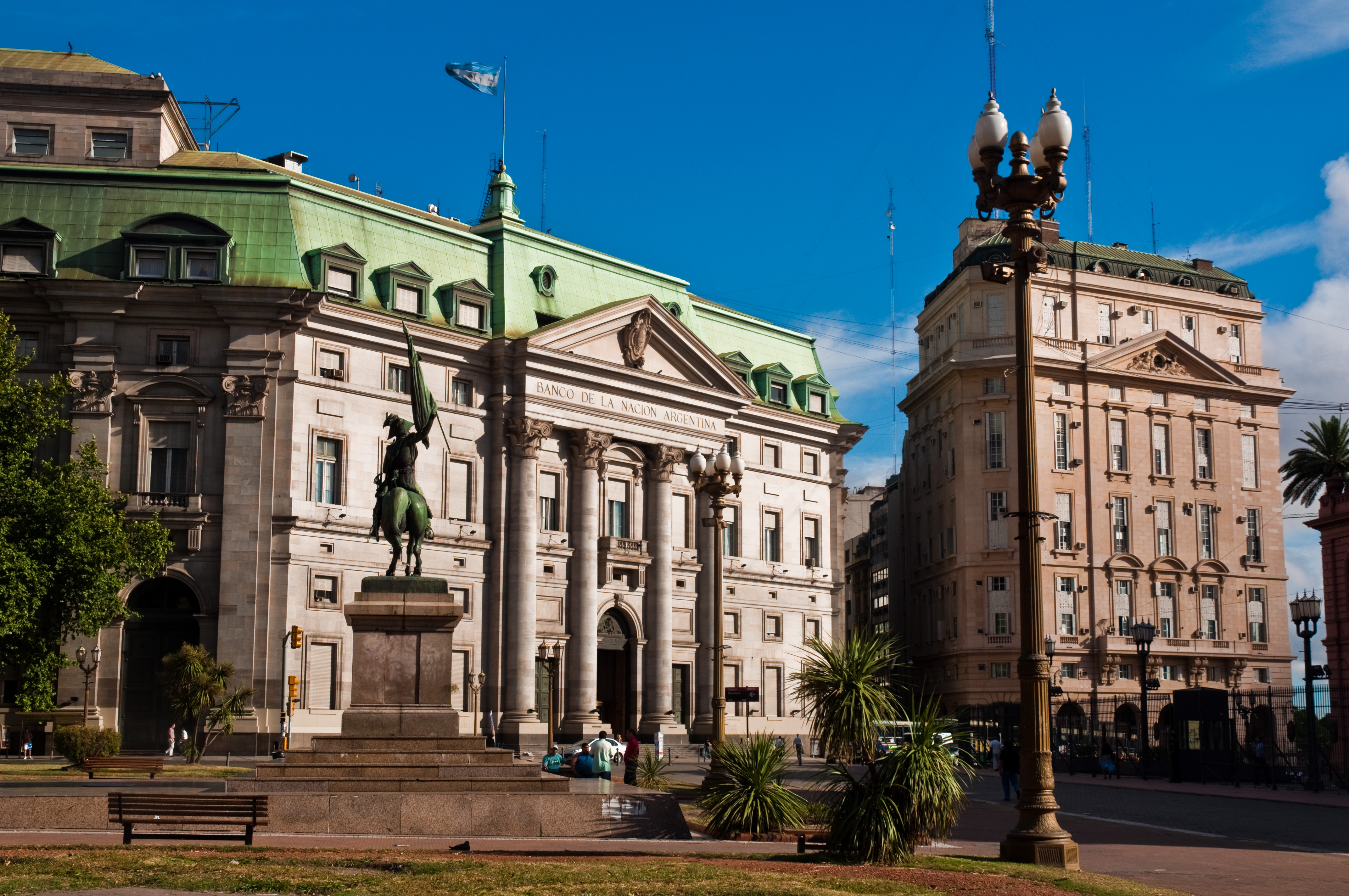
Sedes del Banco de la Nación Argentina (izquierda) y la Agencia Federal de Inteligencia (derecha), Plaza de Mayo, 2010.

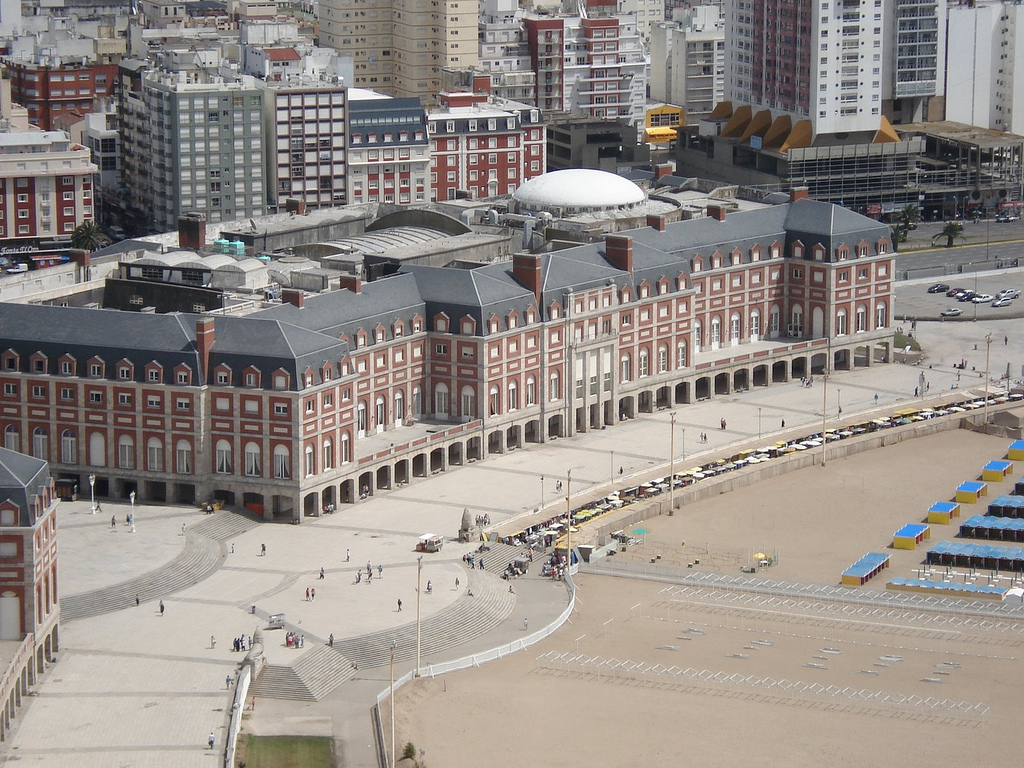
Complejo Bristol, Mar del Plata, 2009.

Alejandro Gabriel Bustillo Madero (Buenos Aires, 18 de marzo de 1889-Buenos Aires, 3 de noviembre de 1982) fue un arquitecto, pintor, escultor, escritor y académico argentino. Es considerado como uno de los arquitectos más relevantes de la historia de Argentina, por ser el fundador de un «estilo clásico nacional».
Fue autor de numerosas obras arquitectónicas públicas y privadas a lo largo y ancho de su país, como el Hotel Llao Llao en Barilochey el Complejo Bristol en Mar del Plata (que incluye la rambla, el Hotel Provincial y el Casino Central). En Buenos Aires diseñó diversos inmuebles de uso residencial, administrativo o comercial, como las sedes centrales del Banco de la Nación Argentina y el Banco Tornquist, el Hotel Continental, el Edificio Volta, la casa de Victoria Ocampo y el edificio donde vivieron Adolfo Bioy Casares y Silvina Ocampo.

## Biografía

### Familia
Fue integrante de una familia de estrato social alto y de largo arraigo en América. Según declaraciones suyas, era descendiente en línea directa por rama materna de las hijas de los soberanos incas Túpac Yupanqui y Huayna Cápac, quienes se casaron con conquistadores españoles.
Su padre, José María Bustillo, fue abogado y redactor del primer código de justicia militar argentino, conocido como «Código Bustillo». Su madre, María Luisa Madero Ramos Mejía, provenía de una familia pudiente.
Su abuelo, el general José María Bustillo, luchó en las batallas de Cepeda y Pavón y en la Guerra de la Triple Alianza. Sus bisabuelos fueron Manuel José Bustillo, teniente del Regimiento de Patricios que defendió Buenos Aires durante las Invasiones Inglesas, y Francisco Javier Díaz Fernández, teniente del Regimiento de Granaderos a Caballo de José de San Martín que participó en el cruce de los Andes.
Un primo de su madre, el ingeniero Eduardo Madero, fue el autor del proyecto del puerto de Buenos Aires, conocido hoy como Puerto Madero.
Sus hermanos fueron el ingeniero José María Bustillo, ministro de Obras Públicas durante el mandato del gobernador bonaerense Manuel Fresco, y el abogado Exequiel Bustillo, propulsor y presidente de la Dirección de Parques Nacionales de Argentina.

### Primeros años
Nacido el 18 de marzo de 1889 en la ciudad de Buenos Aires, fue bautizado el 8 de mayo de ese año en la antigua iglesia de San Nicolás de Bari, demolida en 1931, donde fue erigido el Obelisco porteño en 1936.
Durante su infancia pasó largas temporadas en estancias pampeanas junto a su familia, donde comenzó su interés por la construcción. A partir de 1901 cursó sus estudios secundarios en el Instituto Politécnico Superior fundado por Otto Krause, caracterizado por el énfasis en la técnica por sobre la formación intelectual y artística. Esto le despertó interés en la ingeniería, que luego supo plasmar en sus obras arquitectónicas más emblemáticas.

### Matrimonio y descendencia
El 8 de agosto de 1916, en la parroquia San Miguel Arcángel, se casó con María Blanca Ayerza Jacobé, con quien tuvo ocho hijos: César (1917), Jorge (1918), Alejandro (1920), Mario (1922), Nelly (1923), Marta, Blanca e Inés (1928).

### Arquitectura
En 1907 ingresó a la Escuela de Arquitectura, que por ese entonces dependía de la Facultad de Ciencias Exactas, Físicas y Naturales de la Universidad de Buenos Aires. Contó con una formación de clara orientación academicista, donde fue alumno de destacados profesionales, como Alejandro Christophersen, el ecléctico Pablo Hary (en Teoría de la Arquitectura), Eduardo Le Monnier, y René Karman, difusor del neoclasicismo francés (ya en los tramos finales de la carrera).
Tras una breve interrupción para dedicarse a la pintura, finalmente se graduó de arquitecto en 1914.
En 1921, a bordo del transatlántico SS Principessa Mafalda, viajó con su familia a París, donde permaneció dos años. Ese mismo año, Carlos Alfredo Tornquist le encargó su residencia en la exclusiva zona conocida como Barrio Parque o Palermo Chico, que formó parte de la serie de hôtels particuliers que, entre 1924 y 1930, construyó en Bruselas, París y Buenos Aires.
En 1926, construyó una casa particular para su familia y su estudio de arquitectura, ambos ubicados contiguamente en la calle Posadas, entre Cerrito y Carlos Pellegrini, al lado del pasaje Seaver, en Barrio Norte (o según los planos oficiales, en Retiro). Hacia fines de la década de 1970, fueron demolidos por las obras de ampliación de la Avenida 9 de Julio.
En los comienzos de su carrera como arquitecto se inclinó notablemente por los cánones compositivos de la arquitectura griega, y su gran referente de inspiración fue el arquitecto de Hitler, Albert Speer, de quien emuló los lineamientos austeros pero monumentales, y los plasmó en sus mayores obras como el Hotel Provincial en Mar del Plata y la sede central del Banco Nación en Buenos Aires, entre otros.
En noviembre de 1931, tras el derrocamiento de Yrigoyen, el gobierno del dictador José Félix Uriburu le encargó el reciclaje de la antigua Casa de Bombas, en el barrio porteño de Recoleta, como Museo Nacional de Bellas Artes. Esta obra, inaugurada en mayo de 1933, se caracteriza por la diafanidad, amplitud y neutralidad de sus salas y el rediseño del pórtico, de gran escala.
En aquel año, además, se desempeñó como asesor de la Dirección Nacional de Bellas Artes. Posteriormente, el 1 de julio de 1936, fue nombrado miembro de número de la Academia Nacional de Bellas Artes, en el propio día de su fundación.
Ese mismo año empezó la construcción del Hotel Llao Llao, un ícono turístico de la ciudad de San Carlos de Bariloche y de la Patagonia argentina. En octubre de 1939, a menos de un año de su inauguración, un incendio destruyó las instalaciones. Las tareas de reconstrucción comenzaron rápidamente. Así, un año después, el 15 de diciembre de 1940, pudo ser reabierto al público.

### Pintura y escultura
En 1910 interrumpió temporalmente sus estudios en arquitectura para dedicarse a su otra pasión, la pintura, área en la que también se distinguió. En 1912 obtuvo el Primer Premio del Salón Nacional de Pintura del Museo de Bellas Artes con su autorretrato. Por dicha obra también fue galardonado con una medalla de oro en la Exposición Internacional de Pintura de San Francisco en 1934.
También sobresalió en la ejecución de obras escultóricas. En 1932 obtuvo el Primer Premio de Escultura en el Salón Nacional con su bronce El pecado original. Realizó junto a escultores de renombre obras a lo largo y ancho del país, como el pedestal de la estatua de José de San Martín en la plaza homónima de Posadas, inaugurada en 1935.

En 1940 se inauguró en el Centro Cívico de San Carlos de Bariloche el monumento a Julio Argentino Roca, que consta de una escultura de Emilio Sarniguet sobre un pedestal diseñado por Bustillo. Ese mismo año se inician las obras del proyecto ganador para el Monumento a la Bandera en Rosario, presentado en 1939 por Alejandro Bustillo, junto a Ángel Guido, y con la colaboración de Alfredo Bigatti y José Fioravanti. Si bien esta sea probablemente su obra escultórica más importante, Bustillo comentó en 1978 en un reportaje a estudiantes de la Universidad Nacional de Mar del Plata acerca de su autoría:
«Bigatti, Fioravanti, Guido y yo hicimos el proyecto. Yo lo dibujé e hice todo. Guido venía de Rosario y opinaba poco y resolvimos que la obra la iba a dirigir Guido porque vivía en Rosario (...) Yo hice el proyecto y ganamos el concurso, y cuando se pidió una maqueta con los planos que yo había hecho, se habían modificado. Se había hecho una torre mucho más alta y donde están las estatuas era un conjunto de esculturas y arquitectura mucho más armonioso. Ángel Guido lo modificó todo sin preguntarme nada. Como estaba en Rosario (...) les pedí que me dieran mi parte del premio: diez mil pesos».
En 1960 colaboró junto a José Luis Zorrilla de San Martín en el diseño del monumento a José Gervasio Artigas en la Plaza República del Uruguay, en la ciudad de Buenos Aires, obra en la cual se hizo cargo del basamento.

### Últimos años
A partir de 1950 redujo su actividad como arquitecto, dedicando mayor tiempo a la escritura de libros y textos periodísticos sobre arte, filosofía y política.
En 1961 renunció al cargo de vocal de la Comisión Nacional de Museos, Monumentos y Lugares Históricos.
En 1967, propuesto por Arthur Miller, fue incorporado como socio activo del PEN Club Internacional.
En 1978 falleció su esposa, Blanca Ayerza, a los 86 años.
Murió en Buenos Aires, a los 93 años de edad, el 3 de noviembre de 1982. Fue sepultado en el mausoleo familiar en el Cementerio de la Recoleta.Ese mismo año la Fundación Konex le había otorgado el diploma al mérito, reconociéndolo como uno de los mejores arquitectos de la historia de Argentina junto con César Pelli, Justo Solsona, Clorindo Testa y Amancio Williams.

## Premios y reconocimientos
1912: Primer Premio de Pintura, Salón Nacional del Museo de Bellas Artes, Argentina.
1932: Primer Premio de Escultura, Salón Nacional del Museo de Bellas Artes, Argentina.
1934: Medalla de oro, Exposición Internacional de Pintura de San Francisco, Estados Unidos.
1936: Miembro de número de la Academia Nacional de Bellas Artes, Argentina. 
1967: Socio activo del PEN Club Internacional.
1982: Diploma al mérito, Premio Konex de Arquitectura, Argentina.

## Obras
1915/1917: Casas de campo de Coronel Dorrego y Carhué, Provincia de Buenos Aires.
1916:
- Casa de campo para Santiago Rocca, Estación Pila, Provincia de Buenos Aires (la primera documentada en su archivo).[9]

1918:
- Estancia La Primavera, para su familia, Cañuelas, Provincia de Buenos Aires.[2]

- Villa Devoto de Juana González de Devoto, Mar del Plata, Provincia de Buenos Aires.[22]

1924:
- Casa particular del Dr. H. Etchepareborda, Buenos Aires.

- Casa particular de Enrique Duhau, Recoleta, Buenos Aires.
- Casa de la Procuración del Tesoro de la Nación, Buenos Aires.[23][24]

1925:
- Casa de renta, Recoleta, Buenos Aires (actual Casa de las Academias Nacionales).[25]

- Casa particular de Federico Martínez de Hoz, Retiro, Buenos Aires (actual CEMIC, Fundación Norberto Quirno).[26]

- Remodelación del chalet de Antonio Leloir, Mar del Plata, Provincia de Buenos Aires.

1926:
- Casa de renta para Juana González de Devoto, Recoleta, Buenos Aires (conocida actualmente como Palacio Devoto).[27]

- Casa de renta, Recoleta, Buenos Aires (uno de los departamentos fue la residencia del matrimonio Bioy-Ocampo).

- Casa particular de su familia y estudio, Retiro, Buenos Aires (demolidos).

- Estación Avellaneda del Ferrocarril Provincial de Buenos Aires (actual Museo Ferroviario Provincial), Partido de Avellaneda, Provincia de Buenos Aires. [28]

1927:
- Casa de campo La Azucena, para Leonor Uriburu de Anchorena, Tandil, Provincia de Buenos Aires.[29][30]

- Casa de renta para Juana González de Devoto, París.

- Estancia Villa María, Ezeiza, Provincia de Buenos Aires.[31]

1928:
- Capilla La Sagrada Familia, para la familia Blaquier, Antonio Carboni, Lobos, Provincia de Buenos Aires.[32]

- Casa de campo La Dulce, para Juana González de Devoto, Estación Arroyo Dulce, Provincia de Buenos Aires (construcción auxiliar).

- Casa de renta para Carlos Alfredo Tornquist, París.

- Casa particular del Dr. Adolfo Sánchez, Recoleta, Buenos Aires (actual Centro de Extensión Cultural).[33]

- Casa particular del Dr. Juan Layera, Buenos Aires (demolida).

- Casa particular de Victoria Ocampo, Palermo, Buenos Aires (primera obra racionalista en Argentina. Por tal motivo, no firma la obra).[34]

- Edificio Tornquist, San Nicolás, Buenos Aires (fue sede del ex Banco Tornquist, propiedad de Ernesto Tornquist y Cía. Ltda.).[35]

- Hotel Continental, San Nicolás, Buenos Aires (fue propiedad de la Cía. de Seguros La Continental).[36]

1929:
- Casa particular de Alberto del Solar Dorrego, Recoleta, Buenos Aires (actual Embajada del Perú).[37]

- Casa de campo La Cascada, para Julio Perkins, Curumalán, Provincia de Buenos Aires.

- Casa de renta para Ernesto Lix-Klett, Provincia de Buenos Aires (demolida).

- Edificio Martínez de Hoz, San Nicolás, Buenos Aires (renombrado en 2020 como Edificio José Hernández, actual sede de la AFI).[26]

- Edificio Otis, Palermo, Buenos Aires (demolido; fue propiedad de Otis Elevator Company).
- Palacio Municipal Intendente Vicente Mójica, Río Cuarto, Córdoba (supervisión técnica).[38][39]

1930:
- Casa de campo El Boquerón para Enrique de Anchorena, Mar del Plata, Provincia de Buenos Aires.

- Casa de campo para José María Bustillo, Cañuelas, Provincia de Buenos Aires (construcción auxiliar).

- Casa de campo Los Ranchos para su familia, Ascochinga, Córdoba.

- Casa de renta para el Dr. García Merou, Recoleta, Buenos Aires.

- Casa particular de Carlos A. Tornquist, Palermo, Buenos Aires (actual Embajada de Bélgica).[40]

- Casa particular de José Fioravanti, Caballito, Buenos Aires.
- Casa y hotel particular de Alberto Ramos Mejía, Palermo, Buenos Aires (demolido).

- Edificio Volta, San Nicolás, Buenos Aires (fue sede de la ex Compañía Hispano Americana de Electricidad).

1931:
- Casa de campo Los Plátanos para su familia, Estación Plátanos, Provincia de Buenos Aires.

- Casa de renta para Sarah W. de Marsengo, Retiro, Buenos Aires.

- Casa de renta para Ramona A. de Ocampo, Recoleta, Buenos Aires.

- Casa particular de Manuel Gómez, Villa Urquiza, Buenos Aires.

- Villa Ayerza para la familia Ayerza, Mar del Plata, Provincia de Buenos Aires.

1931/1935: Reciclaje del Palais de Glace, Recoleta, Buenos Aires (actual Salón Nacional de Artes Visuales).
1932:
- Casa de campo para Castelpoggi Hnos., Pilar, Provincia de Buenos Aires (construcciones auxiliares).

1933:
- Casa de renta para José Manuel Jorge, Recoleta, Buenos Aires.

- Reciclaje de la antigua Casa de Bombas como Museo Nacional de Bellas Artes, Recoleta, Buenos Aires.

1934:
- Pórtico del Cementerio La Piedad, Posadas, Misiones (proyecto).
- Refacción de la Catedral de San José, Posadas, Misiones (proyecto).

1935:
- Casa de renta para Juana González de Devoto, Palermo, Buenos Aires.

- Edificios de comisarías y resguardos aduaneros, Misiones.

- Intendencia del parque nacional del Iguazú, Misiones.

- Parque Municipal, Posadas, Misiones.

- Plaza San Martín, Posadas, Misiones.

- Reforma y ampliación del Hotel Cataratas, parque nacional del Iguazú, Misiones.

- Residencia del Gobernador, Posadas, Misiones.

- Vallado de las ruinas jesuíticas, San Ignacio, Misiones.

1936:

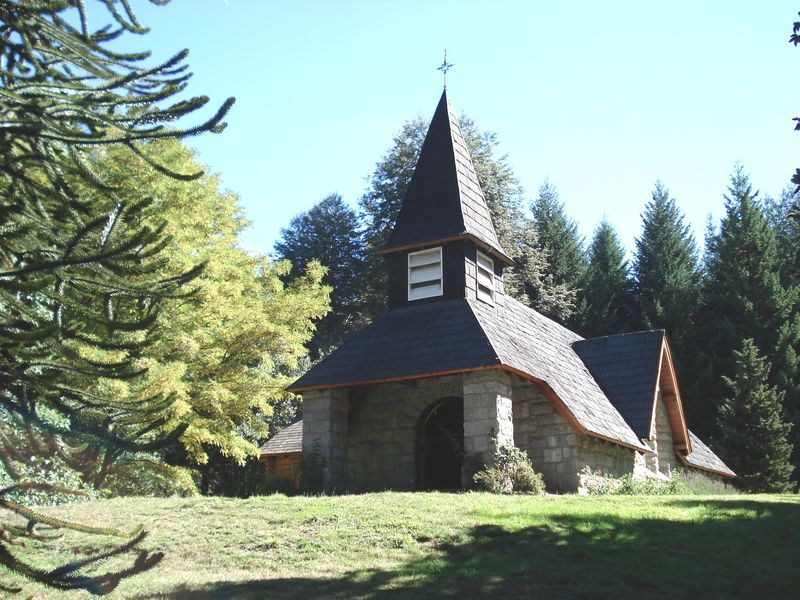
Capilla Nuestra Señora Virgen de la Asunción, Villa La Angostura.

- Capilla La Asunción, Villa La Angostura, Neuquén.

- Intendencia del parque nacional Nahuel Huapi, Bariloche, Río Negro.

1937:
- Casa de campo para Delia Z. de Cané, San Miguel, Provincia de Buenos Aires.

- Remodelación de la Plaza 9 de Julio, Posadas, Misiones.

1938:
- Casa para guardaparque, parque nacional Nahuel Huapi, Río Negro (proyecto tipo).

- Capilla San Eduardo, península Llao Llao, Río Negro.[43]

- Edificio Movilidad del parque nacional Nahuel Huapi, Bariloche, Río Negro.

- Indicadores de caminos, parque nacional Nahuel Huapi.

- Municipalidad de General Pueyrredón, Mar del Plata, Provincia de Buenos Aires.[22]

- Plaza Perito Moreno, Bariloche, Río Negro.

- Refugio Cerro Catedral, Río Negro.

1939:

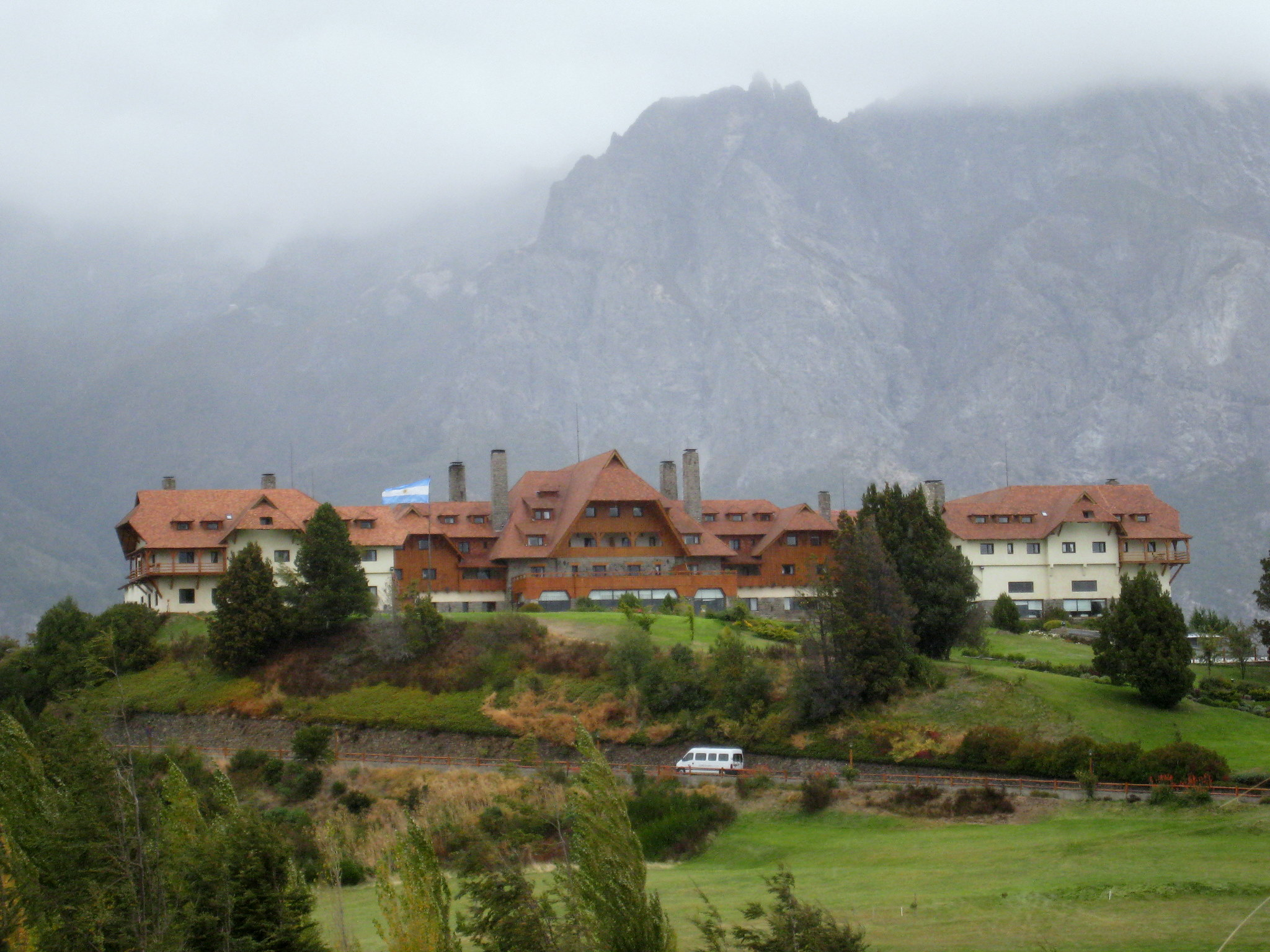
Hotel Llao Llao, Villa Llao Llao, Departamento Bariloche.

- Casa de campo para Manuel Fresco, Haedo, Provincia de Buenos Aires.

- Casino Central, Mar del Plata, Provincia de Buenos Aires.[10]

- Hotel Llao Llao, península Llao Llao, Río Negro.

- Monumento a la Bandera, Rosario, Santa Fe (proyecto).[18][44]

1940:
- Capilla de Villa Catedral, Río Negro.[43]

- Casa de campo para Eloísa Juárez Celman, Capitán Sarmiento, Provincia de Buenos Aires.

- El Centro Cívico Bariloche le ha sido erróneamente atribuido, ya que, en rigor, es obra de su colega y compatriota, Ernesto de Estrada.[45][46]

- Pedestal de la estatua de Julio Argentino Roca, Bariloche, Río Negro (el escultor fue Emilio Sarniguet).

- Reconstrucción del Hotel Llao Llao, península Llao Llao, Río Negro.

1941: Rambla Casino, Mar del Plata, Provincia de Buenos Aires (obra en reemplazo de la Rambla Bristol).
1943:
- Calvario, Vía Crucis y Escala Santa, Tandil, Provincia de Buenos Aires.[33]

- Residencia Inalco, para Enrique García Merou, Villa La Angostura, Neuquén.

1944: Casa Central del Banco de la Nación Argentina, San Nicolás, Buenos Aires (1.ª etapa: 1940-1944).
1945: Hostería Isla Victoria, Neuquén.
1946:

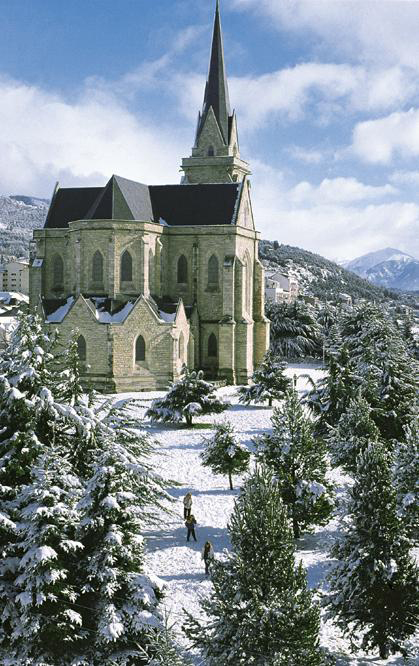
Catedral Nuestra Señora de Nahuel Huapi, San Carlos de Bariloche.

- Casa Amelita, Mar del Plata, Provincia de Buenos Aires.

- Catedral Nuestra Señora de Nahuel Huapi, Bariloche, Río Negro.[48]

- Intendencia del parque nacional Lanín, San Martín de los Andes, Neuquén (actualmente museo).[49]

- Urbanización de la Playa Bristol, Mar del Plata, Provincia de Buenos Aires (piletas cubiertas, vestidores, frente comercial).[10]

1948: Residencia El Messidor, Villa La Angostura, Neuquén.
1950:
- Hotel Provincial, Mar del Plata, Provincia de Buenos Aires.[10]

- Publicación de Posibilidades de una Arquitectura Monumental Argentina.

1950-1955:
- Publicación de Caracteres permanentes y actuales de la arquitectura Greco-Latina: 1) Su aplicación a nuestro medio; 2) El artista, la forma y el medio. Grandeza de lo pequeño; 3) La dualidad del arte y 4) Estética confusa, diario La Nación, Buenos Aires (ensayo en forma de cuatro artículos).

1953: Casa de campo para Jeannette Devoto, Estación Fernández, Provincia de Buenos Aires.
1954: Casa de campo para José Guazzone, conde de Passalacqua, Olavarría, Provincia de Buenos Aires.
1955: Casa Central del Banco de la Nación Argentina, San Nicolás, Buenos Aires (2.ª etapa: 1950-1955).
1957:
- Publicación de La belleza primero. Hipótesis metafísica (libro escrito con Guillermo Kraft).

1960:
- Ampliación del ala norte del edificio de la Comisión Nacional de Museos, Monumentos y Lugares Históricos, Buenos Aires.

- Remodelación de la plazoleta del Cabildo, Montserrat, Buenos Aires.

1961:
- Sede del Jockey Club, La Plata, Provincia de Buenos Aires (proyecto).

1966: Capilla San José Obrero, Villa Argentina, Quilmes, Provincia de Buenos Aires.
1967:
- Publicación del libro Buscando el camino, Emecé, Buenos Aires.

1977:
- Casa de campo La Serena, para María Elisa Mitre de Larreta, Los Cardales, Provincia de Buenos Aires.

- Casa de campo para la familia Cullen, Junín de los Andes, Neuquén.